# 榎美沙子
榎 美沙子（えのき みさこ、1945年（昭和20年）1月23日 - ）は、日本の女性解放運動家、薬剤師、薬事評論家。生化学会会員、内分泌学会会員、婦人性教育協会準備会理事、中絶禁止法に反対しピル解禁を要求する女性解放連合（略称：中ピ連）代表。なお「榎美沙子」はペンネームで、結婚時の本名は木内公子（きうち きみこ）である。旧姓は片山。

## 来歴・人物
徳島県名西郡神山町下分生まれ。実家は裕福な材木商。徳島県立城東高等学校から一浪して京都大学薬学部に入学。卒業後、友田製薬（現・共創未来ファーマ）に就職。大学卒業時の夢は「可愛い奥さん」になるで、高校時代の初恋の男性と結婚。

### 中ピ連代表
1967年、日本テレビアナウンサー村上節子（田原総一朗の後妻）、朝日新聞記者松井やよりらとマスコミ関係者によるウーマン・リブ団体「ウルフの会」の結成に参加し活動。1972年6月14日には、「中絶禁止法に反対しピル解禁を要求する女性解放連合」（中ピ連）を結成し代表となる。東京・高田馬場に本部事務所を構え、ピンク色のヘルメットをかぶっての街頭宣伝・デモ活動を行う。不倫している男性の下に集団で押しかけて吊るし上げる戦闘的な運動スタイルや、マスメディアへの積極的な露出で注目を集める。ただ、当時の経口避妊薬は副作用が大きく、それ自体が女性の体に悪影響を与え、かつ性病の蔓延を助長するという理由からあまり用いられなくなった。このため運動は下火になり、1975年に中ピ連は解散した。

### 日本女性党党首
1976年、オスが子育てをするタツノオトシゴをご神体とする宗教「女性復興教」を旗揚げし、自ら教祖となる。翌1977年、第11回参議院議員通常選挙に際し、中ピ連を母体として日本女性党を結成し国政進出を図るも失敗。開票日からわずか2日後の7月12日、同党は解散。美沙子は派手な衣服を身にまとい独特の選挙運動を行ったが、自身は選挙に立候補せず、「代表者が国民の審判を受けないのはおかしい」と選挙期間中からその態度に疑問の声が上がった。とりわけ、この選挙に立候補し落選した俵萌子（俵孝太郎の前妻。東京都選挙区から革新自由連合公認で立候補し落選）や吉武輝子（全国区に無所属で立候補し落選）ら別の女性解放運動家からは「なぜあなたは国民の審判を受けなかったのか」「あなたのせいで日本の女性解放運動は大きな誤解を受けた。嘲笑の的になった」「男性を排除しようというあなた方の主張は間違っている。日本女性党のおかしな運動のせいで私達の主張が有権者に伝わらなかったことが残念」と厳しく批判された。またピル解放によって利益を得る製薬会社や政治家との関係が暴かれたとされるスキャンダルも取り沙汰され、城戸嘉世子ら日本女性党の同志の信望も失い、党は瓦解。以後活動もできなくなった。

## その後のエピソード
美沙子の活動は日本社会にウーマンリブ運動の存在を初めて知らしめたものとの評価もあるが、世間には美沙子の奇矯なイメージのみが残った。
医師である夫は美沙子の一連の活動に一切口を挟まず黙って見ていたが、選挙惨敗・日本女性党解散時のインタビューで「これで目が覚めただろう。選挙に出たので妻には莫大な借金がある。しっかり働かせて全額返済させる」と語り、美沙子も「以後、夫に尽くします」と家庭に入る。以後美沙子は夫の指示の下、主婦と薬剤師業に専念することになった。美沙子はそれまでの主張とは全く正反対の立場に置かれるという皮肉な結末を迎えた。借金完済後は夫に家を追い出され、1983年に協議離婚。美沙子は京都市内にアパートを借りて一人暮らしを始め、更に数年後司法試験を目指して法律の勉強をしているという情報が雑誌『週刊新潮』に取り上げられた。
1992年には、みずからが事務所として一室を借りていた東京・新宿のマンションの立ち退きをめぐり、家主の日本バプテスト連盟から東京地裁に提訴されている。このマンションの建物を日本バプテスト連盟が興和不動産に売却したにもかかわらず、美沙子が立ち退きを拒否したためであった。当時、美沙子は、この裁判を機に「楽しく地上げと闘う会」を結成したと語っている。また、
とも発言している。
その後司法試験を受験した形跡はなく、ついに消息も不明となった。親族もその行方を知らないという。
2024年6月、作家の桐野夏生が美沙子をモデルとした小説『オパールの炎』（中央公論新社）を発表。執筆に際して美沙子のその後を調査したものの、消息は分からなかったという。

## 主なテレビ出演
中ピ連を題材にしたドラマ『夜明けの刑事』（TBS / 大映テレビ）脚本：山浦弘靖、監督：井上芳夫　第45話「ハイ、こちら中ピ連です!!」（1975年10月22日放送）に自身の榎美沙子役として出演している。

## 著書
- 『ピル』カルチャー出版社、1973年。
- 『ピルの本』大陸書房（ムーブックス）、1976年。

### 共訳書
- シュラミス・ファイアストーン編、ウルフの会訳『女から女たちへ　アメリカ女性解放運動レポート』合同出版、1976年。

## 関連書籍
- 清水一行『密閉集団 長篇社会小説』集英社、1980年12月。 - 1986年8月集英社文庫、1990年8月角川文庫、2007年6月光文社文庫（ISBN　978-4334742713）化。
- 桐野夏生『オパールの炎』中央公論新社、2024年6月。ISBN 978-4120057885。